# Rohrbach (Adelsgeschlecht)

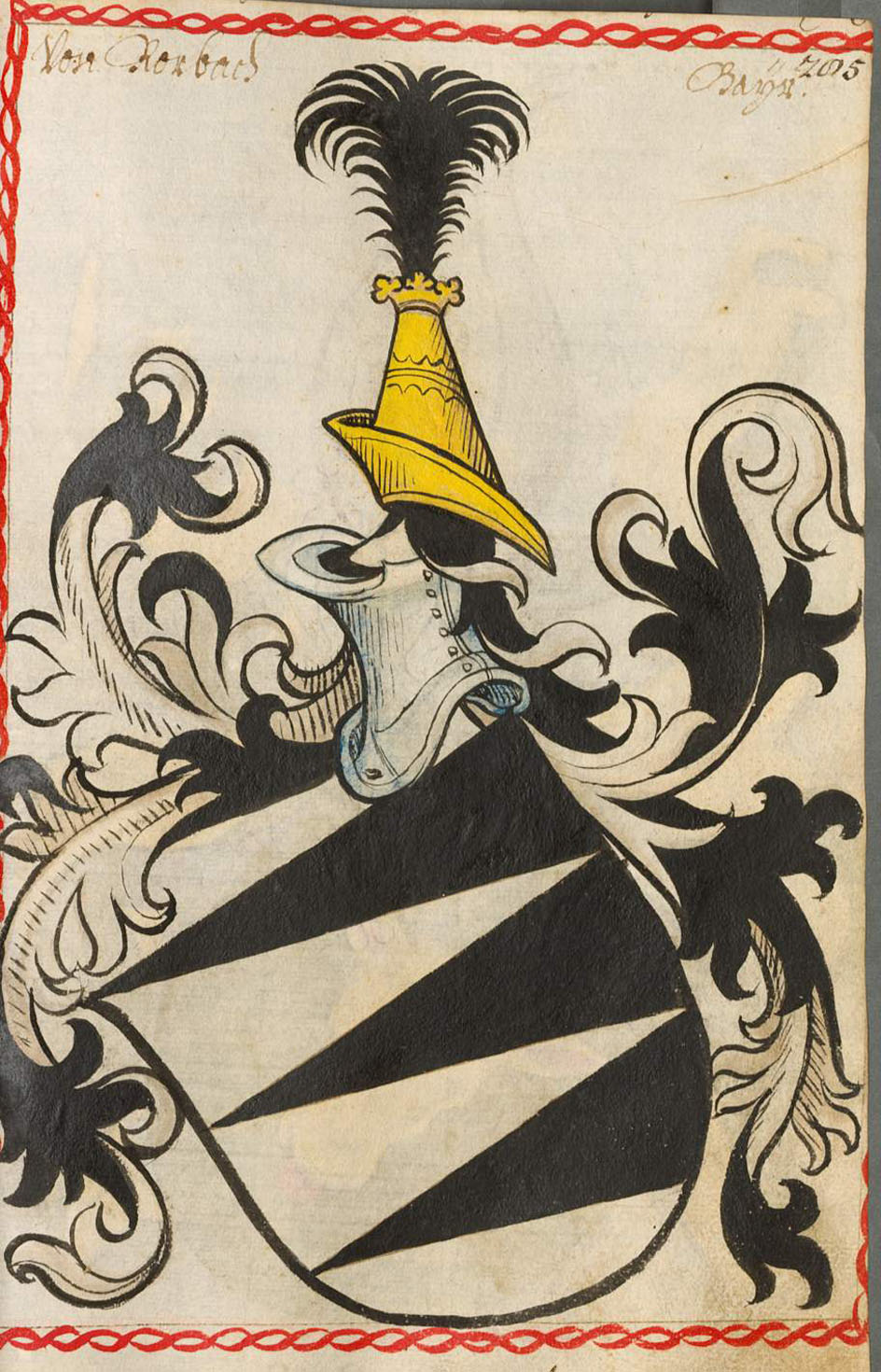
Wappen derer von Rohrbach

Die Herren von Rohrbach waren im Mittelalter ein Ortsadelsgeschlecht im Dorf Rohrbach auf der Hochfläche der Südlichen Frankenalb bei Rennertshofen. Sie stammten sämtlich von Ministerialen des Bischofs von Eichstätt ab. Ihr Adelssitz befand sich in der Nähe der heutigen katholischen Pfarrkirche Sankt Katharina und ist nur noch aus dem Ortsgrundriss rekonstruierbar.

Im 13. Jahrhundert erschienen in Rohrbacher Urkunden die Adelsfamilien Kästlin und Penko, wahrscheinlich Nachfahren des Wichmann von Rohrbach. Den letzten Spross, der 1350 erlosch, begründete Ulrich von Trugenhofen, der Margaret Kästlin, die Tochter von Wichmann Kästlin, geheiratet hatte.

## Namensträger
- Wichmann von Rohrbach, Ministeriale des Bischofs von Eichstätt (erwähnt in einer Urkunde 1197)
- Gottschalk von Rohrbach, Ministeriale des Bischofs von Eichstätt (erwähnt in einer Urkunde 1197)
- Heinrich von Rohrbach, Ministeriale des Bischofs von Eichstätt (erwähnt in einer Urkunde 1247)
- Wichmann Kästlin, Vater der Margaret Kästlin
- Ulrich von Trugenhofen, Gatte der Margaret Kästlin, begründete den letzten Spross, der 1350 erlosch